# 刘凯 (1969年)
刘凯（1969年8月—），安徽巢湖人，中华人民共和国政治人物，现任吉林省人民政府副省长、党组成员。